# Puente de Palmas
A Puente de Palmas (a spanyol név jelentése: pálmák hídja, becenevén: Puente Bobo) a spanyolországi Badajoz legrégebbi hídja. A kőből készült építmény a Guadiana folyón ível át.

## Története
Amíg nem volt híd a Guadiana folyó fölött, addig a helyiek csak csónakokkal tudtak átkelni a folyón, illetve megfelelő időjárás esetén a gázlókon. Az első híd 1460-ban épült fel ugyanezen a helyen, de ez 1545-ben egy áradás során elpusztult. Az újabb híd 1596-ban, II. Fülöp spanyol király és Diego Hurtado de Mendoza badajozi kormányzó idején készült el.
1603-ban újabb árvíz pusztított a városban, ennek során az új híd nagy része (16 nyílás) megsemmisült. Régi, ma már nem létező feliratok tanúsága szerint az ez utáni felújításra 1609 és 1612 között, Fernando Ruiz de Alarcón városvezető idején került sor. 1833-ban egy öt évvel azelőtti áradás miatt ismét újjáépítették: ezúttal José María Otero mérnök tervei alapján és Valentín Falcato építész vezetésével zajlottak a munkálatok. A ma is látható kovácsoltvas korlátok is ekkor készültek. A középen látható kis vártoronyszerű építményeket a 20. század elején emelték. 2001 és 2003 között Antonio Gómez Gutiérrez vezetésével újabb felújítás zajlott, ekkortól kezdve vált a híd gyalogoshíddá.
A folyó bal partján, a híddal szemben áll a város egyik jelképe, a Puerta de Palmas, míg a jobb parton egy őrtorony maradványa emelkedik: ezt a híd védelmére emelték a közeli Portugáliából esetlegesen érkező ellenséges seregek ellen. Története során a hídon való átkelésért sohasem kellett díjat fizetni.

## Leírás
A híd Badajoz történelmi belvárosától északnyugatra húzódik a Guadiana folyó fölött, délkelet–északnyugati irányban. Az 585 méter hosszú, herreriánus stílusú, kőből készült építmény a partoktól a közepe felé enyhén emelkedik. Középen egy kiszélesedésben két kis vártoronyszerű építmény áll a hídon. A híd mentén, amelynek eredetileg 28 nyílása volt, ma összesen (különböző források szerint) 30 vagy 32 van, felváltva kovácsoltvasból készült korlátok és téglás mellvédek váltakoznak. Ma gyalogos és kerékpáros fogalom halad át rajta.